# Gertrud Burkhalter
Gertrud Burkhalter (* 9. Januar 1911 in Biel; † 6. Mai 2000 in Zürich) war eine Schweizer Mundartdichterin.

## Leben
Gertrud war die Tochter des Textilkaufmanns Johann Friedrich Paul Burkhalter (1866–1920) und dessen zweiter Frau Bertha (1873–1960). Sie wuchs zusammen mit einem Bruder in Pieterlen im Berner Seeland auf, ging dort und in Biel zur Schule. Nach dem Besuch des Töchterpensionats in Lignières (Neuenburg) zügelte sie 1928 nach Zürich. Dort liess sich Gertrud Burkhalter an der Höheren Töchterschule zur Erzieherin ausbilden. Sie machte anschliessend eine Ausbildung in Hauswirtschaft und Kinderpflege. Nebenbei besuchte sie als Gasthörerin an der Universität Zürich literarische, pädagogische, theologische und kunsthistorische Vorlesungen. 
Nach Aufenthalten in England, Frankreich, Italien und Ungarn arbeitete sie zunächst als Hauslehrerin in einer englischen Arztfamilie in Klosters, wo sie den Sohn auf das Gymnasium in Zuoz vorbereitete. Anschliessend war sie Redaktionssekretärin bei Otto Hellmut Lienert, wo sie unter anderem auch die Abzüge der Neuausgabe s' Heiwili von Meinrad Lienert korrigierte. In dieser Zeit fand sie Zugang zur Mundartlyrik. Später arbeitete sie als Redaktorin bei der Zürcher Illustrierten und ein Jahr als freie Journalistin. Von 1946 bis 1973 war sie Bibliothekarin in der Pestalozzi-Bibliothek Zürich, wo sie in der Buchausgabe tätig war und daneben Buchbesprechungen für die Schweizer Bücher-Zeitung schrieb.
Bereits 1941 begann sie Berner Mundart-Gedichte zu schreiben. Ihre Werke erschienen in Anthologien, wurden teilweise von Alfred Stern vertont und mit Auszeichnungen geehrt. Burkhalter verfasste auch Radiobeiträge und schrieb Kinderbücher mit.

## Werke
- 1942: Laienspiel Das Lehen
- 1943: Gedichtband Stygüferli
- 1957: Gedichtband Heligeland
- 1980: Gedichtband Momänte

## Auszeichnungen und Ehrungen
- 1957: Ehrengabe des Kantons Zürich[4]
- 1961: Ehren- und Anerkennungsgabe des Kantons Zürich[5]
- 1964: Ehrengabe des Kantons Zürich
- 1981: Literaturpreis der Schweizerischen Schillerstiftung
- 1982: Buchpreis des Kantons Bern
- 2025: Gedenktafel und Benennung der Treppe zwischen Alter Landstrasse und Brunnenweg in Pieterlen zu ihrem Gedenken neu als Gertrud-Burkhalter-Stäge